# Aalbeke
|  | No s'ha de confondre amb Aalbek. |

Aalbeke és un nucli de la ciutat de Kortrijk, a la província de Flandes Occidental a la regió flamenca de Bèlgica, a la frontera lingüística al costat de Moeskroen. L'1 de gener de 1978 fusionà amb Kortrijk. Té uns 2961 habitants per a una superfície de 717 hectàrees.

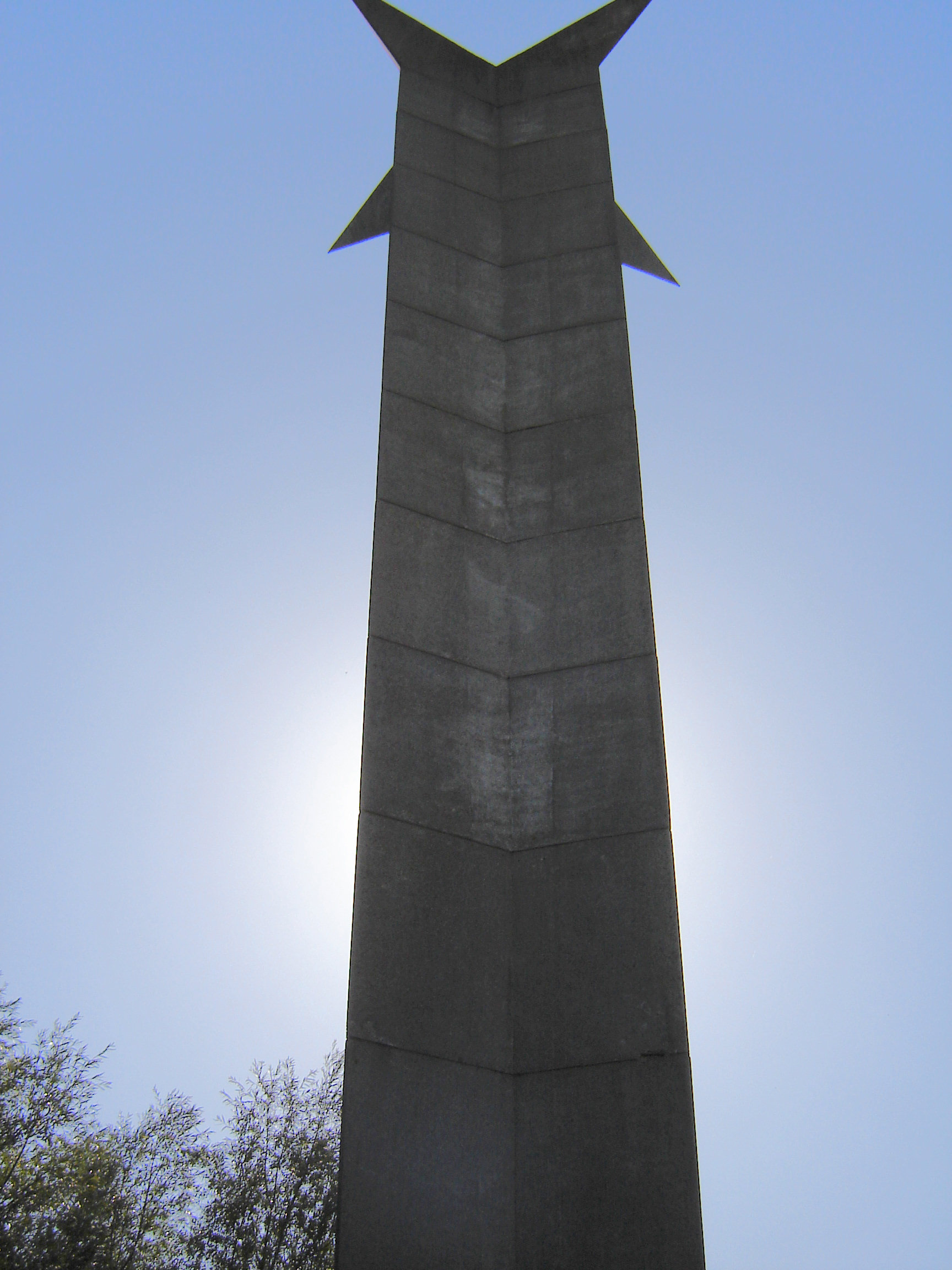
De Sjouwer - El Temporer

El primer esment del poble Albecca data del 1136. El territori actual era dispersat sobre diferents senyories, de les quals la senyoria d'Aalbeke no era la més extensa, però era la que donava dret al títol de senyor del poble. El 1842 s'inaugurava la línia ferroviària Kortrijk-Moeskroen, però només molt més tard va obrir-se una parada, ja tancada de nou.

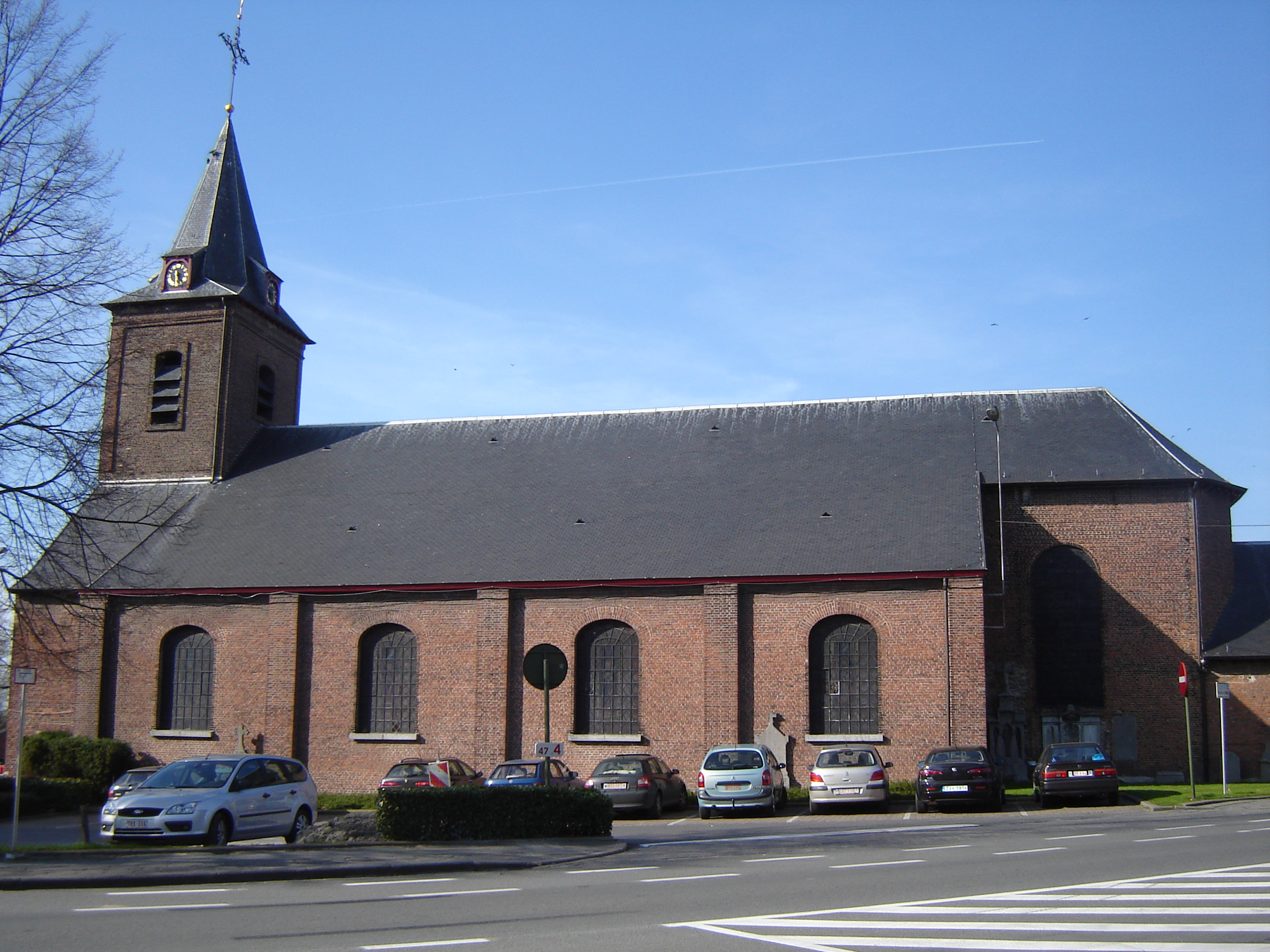
L'església de Corneli I

És un poble dormitori de la ciutat de Kortrijk, l'activitat econòmica és mig agrària, mig industrial amb activitats principals com una fàbrica de teules i una de transformació de fusta. Fins fa poc la filatura de catifes 'Louis de Poortere', que es trobava damunt la frontera amb Moeskroen, era una de les que aportava més llocs de treball. El poble va perdre molt de terreny al nus de les autopistes europees E17-E403 i a la creació de la zona logística LAR.

## Monuments i llocs d'interès
- L'església de Corneli I: l'edifici actual data de 1717
- El monument De Sjouwer o El temporer (disseny Jacques Moeschal), al llarg de l'autopista E17, construït el 1974 en honor dels milers de temporers flamencs que van anar treballar al Nord – Pas-de-Calais
- El molí de vent
- El Castell Allart (1800)

## Persones
- De 1930 a 1940, els pares de l'escriptor Hugo Claus (1929-2008) van internar-lo al Pensionnat Saint-Joseph, un pensionat de monges catòliques desaparegut, del qual va immortalitzar l'experiència traumàtica a la seva obra mestre La tristesa de Bèlgica.